# Калинин, Геннадий Тимофеевич
Генна́дий Тимофе́евич Калини́н (4 июня 1924, Бакуничи, Яранский уезд, Вятская губерния, РСФСР, СССР — 11 декабря 2007, Йошкар-Ола, Марий Эл, Россия) — советский специалист лесного хозяйства. Директор Килемарского леспромхоза Марийской АССР (1966—1970). Заслуженный лесовод РСФСР (1965). Участник Великой Отечественной войны.

## Биография
Родился 4 июня 1924 года в дер. Бакуничи ныне Яранского района Кировской области в крестьянской семье.
В августе 1942 года призван в РККА. Участник Великой Отечественной войны: писарь, наводчик зенитной установки, командир отделения зенитно-пулемётной роты 53 мотострелковой бригады 29 танкового корпуса 5 гвардейской танковой армии на 3 Белорусском фронте, старшина. Был неоднократно ранен. Награждён орденами Славы III степени, Отечественной войны II степени, Красной Звезды и медалями. 
В 1955 году окончил Суводский лесхоз-техникум Кировской области.
В 1961 году приехал в Марийскую АССР: лесничий Мусевского лесничества Медведевского леспромхоза. В 1966—1970 годах — первый директор Килемарского леспромхоза, в 1970—1974 годах — начальник производственного строительного кооператива «Килемарская ПМК».
В 1965 году ему присвоено почётное звание «Заслуженный лесовод РСФСР». Награждён медалями. 
Скончался 11 декабря 2007 года в Йошкар-Оле. 

## Звания и награды
- Заслуженный лесовод РСФСР (1965)[1][2]
- Орден Славы III степени (03.04.1945)[4]
- Орден Отечественной войны II степени (06.04.1985)[6]
- Орден Красной Звезды (15.09.1944)[4][5]
- Медаль «За победу над Германией в Великой Отечественной войне 1941—1945 гг.» (09.05.1945)[4]
- Медаль «За взятие Кёнигсберга» (09.06.1945)[4]
- Медаль «За доблестный труд. В ознаменование 100-летия со дня рождения Владимира Ильича Ленина»[4]